# Nieznany książę
Nieznany książę (serb. Непознати кнез, gr. ἄρχων Σερβλίας) – umowne określenie wodza plemion serbskich, który w początkach VII wieku poprowadził swój lud z terenów Białej Serbii na położone bardziej na południu Bałkany.

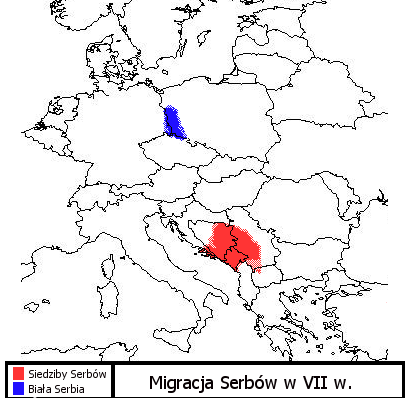
Migracja Serbów na Bałkany

Podstawowa wzmianka historyczna o nieznanym księciu serbskim pojawia się w dziele bizantyjskiego cesarza Konstantyna VII Porfirogenety pt. De Administrando Imperio, powstałym w połowie X wieku. Zgodnie z zawartą tam informacją nieznany książę poprowadził Serbów z Białej Serbii (umiejscawianej w dzisiejszej Wielkopolsce, na Śląsku, na terenie Łużyc, w Czechach lub w Saksonii) na Bałkany za panowania bizantyjskiego cesarza Herakliusza (pan. 610–641). Zawędrowawszy na południe, plemiona serbskie miały pokonać Awarów w okolicach Gór Dynarskich, a następnie zasiedlić zdobytą ziemię, zgodnie z umową zawartą z Herakliuszem jako opłata za pokonanie Awarów.
Nieznany książę wkrótce po przybyciu na Bałkany został usunięty w wyniku wewnętrznych sporów o władzę nad Serbami. De Administrando Imperio wspomina, iż miał on umrzeć około 680 roku.
Jego bratem lub ojcem mógł być Derwan, książę Serbów łużyckich. Pierwsza serbska dynastia panująca, Vlasimiroviciów, została tak nazwana od księcia Włastimira, który miał być praprawnukiem nieznanego księcia.